# Thomas Common
Thomas Common, född 1850, död 1919, skotsk översättare och kritiker, mest känd som översättare av Nietzsche till engelska.
I slutet av 1800-talet inträdde han i ett projekt lett av Alexander Tille med syftet att ta fram en engelsk samlingsutgåva av Nietzsches verk. Common stod för flera av översättningarna, inklusive en av Så talade Zarathustra (Also sprach Zarathustra) publicerad 1909. Under 1950-talet riktades vitriolisk kritik mot denna av Nietzsche-forskaren tillika översättaren Walter Kaufmann, som ansåg att Common kapitalt misslyckats med att återge verkets ton och stil samt att detta hade bidragit till att man missförstått Nietzsche i den engelskspråkiga världen. Kaufmanns egen version har alltsedan ersatt Commons som engelsk standardöversättning.